# Luca Carlevarijs

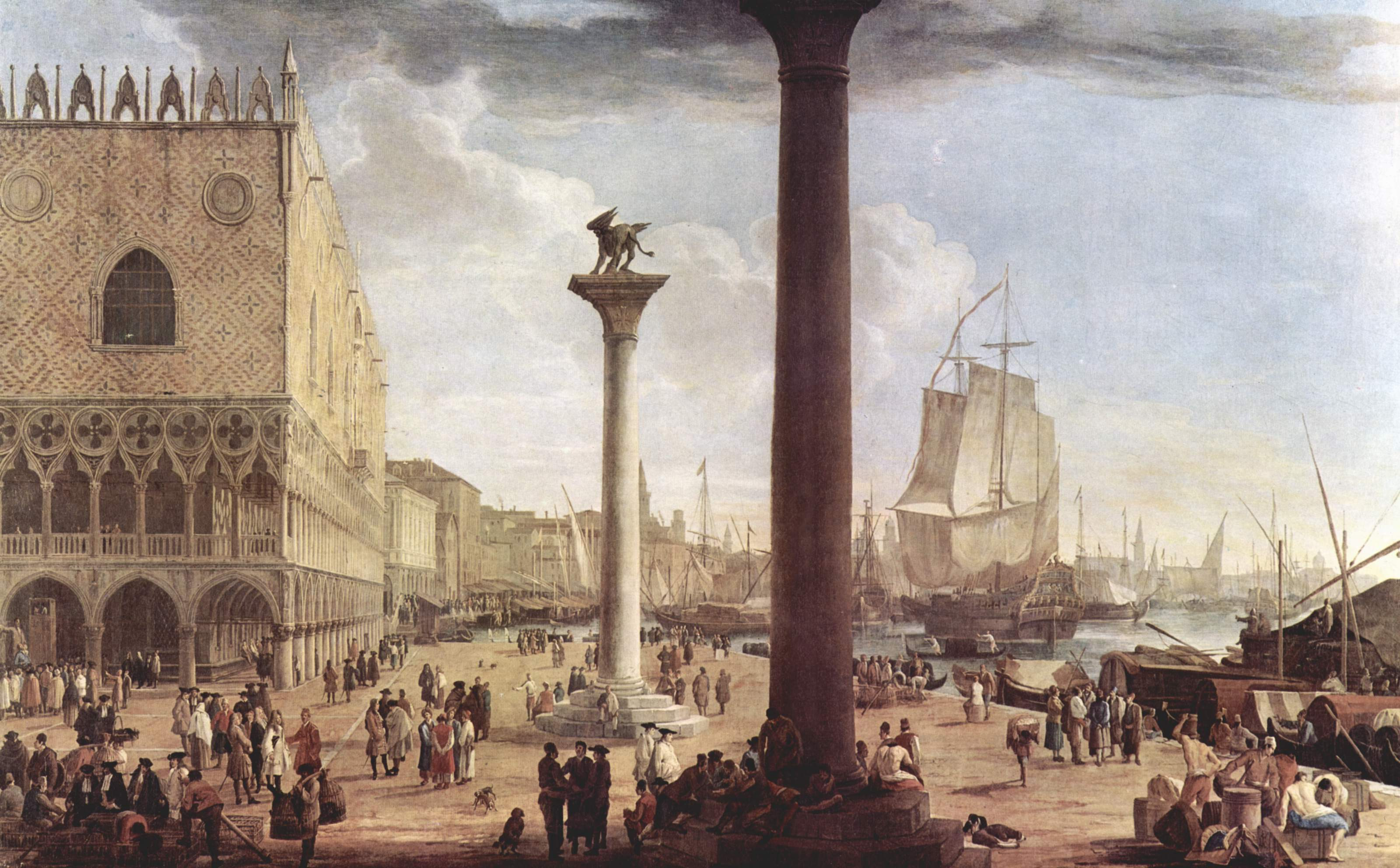
Veduta de la Place Saint-Marc.

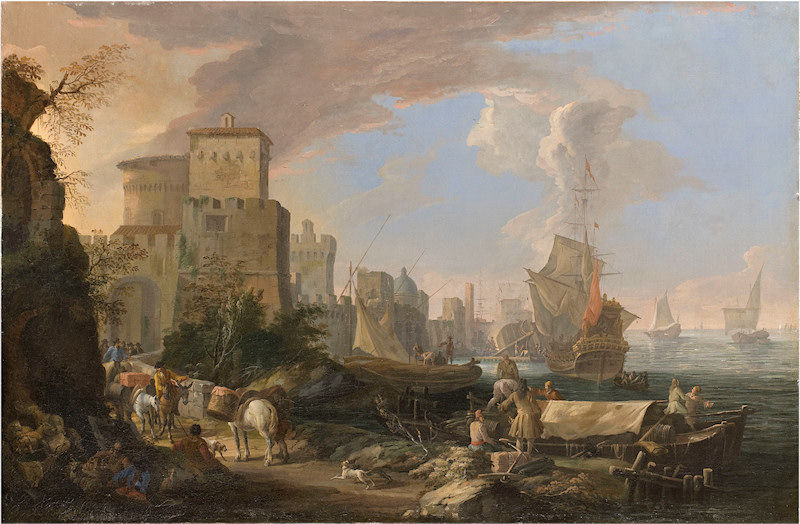
Capriccio avec scènes de vie (Fondazione Cariplo).

Luca Carlevarijs ou Luca Carlevaris, né à Udine le 20 janvier 1663 et mort à Venise le 12 février 1730, est un architecte, mathématicien, graveur et surtout un peintre baroque de vedute considéré comme le fondateur à Venise du védutisme.

## Biographie
Luca Carlevarijs, fils de l'architecte et peintre Giovanni Leonardo, perd son père à l'âge de seize ans. Sa sœur Cassandra le prend en charge et l'emmène vivre à Venise en 1679 où il s'insère dans la société, notamment grâce à la protection du comte Pietro Zenobio. Luca Carlevarijs se marie en 1699 avec Giovanna Suchietti.  
Ses premières œuvres figurent des scènes bibliques traitées dans une manière sombre, ainsi que des vues de ruines architecturales et des batailles navales imaginaires.  
Il séjourne à Rome où il développe un répertoire de caprices et des vues imaginaires, dans le style de Panini. Il est notamment fortement influencé par Caspar van Wittel (dit Vanvitelli), un peintre hollandais installé à Rome et apprend l'utilisation de la camera oscura.  
De retour à Venise en 1703, il se consacre à la peinture des vues urbaines vénitiennes, dont le rendu très méticuleux doit beaucoup à l'usage de la camera obscura. Il publie les Fabbriche e vedute di Venezia (Bâtiments et vues de Venise), série de cent quatre eaux-fortes qui sont à l'origine du védutisme.
Il reçoit de nombreuses commandes de clients étrangers, comme Stefano Conti, ou le maréchal von der Schulenburg.  Sa formule associe une large perspective, figurant  quelques monuments caractéristiques de Venise. Il n'hésite pas à animer la scène par représentation d'évènements historiques contemporains, avec de nombreuses petites figures typiques, le tout peint avec un chromatisme clair et lumineux.
Ses œuvres ont été considérées par beaucoup comme patriotiques, du fait que Carlevarijs avait gagné la faveur et le patronage des habitants de Venise. Carlevarijs a documenté de nombreuses scènes diplomatiques telles que l'arrivée des dignitaires à Venise qui étaient habituellement accueillis avec des célébrations élaborées en leur honneur. 
Il a aussi réalisé quelques tableaux de fêtes publiques vénitiennes comme L'Entrée de l'ambassadeur comte de Colloredo au palais des Doges (1726) qui montrent une grande vivacité dans la représentation des personnages. 
Il est inscrit à la fraglia dei pittori veniziani, la corporation des peintres, entre 1708 et 1713 ainsi que de 1726 à 1728. 
Répétant inlassablement la même formule, Luca Carlevarijs voit sa renommée éclipsée par la carrière et le succès fulgurant de Canaletto dans les années 1720. 
Les peintres Canaletto, Antonio Visentini et Apollonio Domenichini, dit il Menichino, ont été de ses élèves.

## Œuvre peint

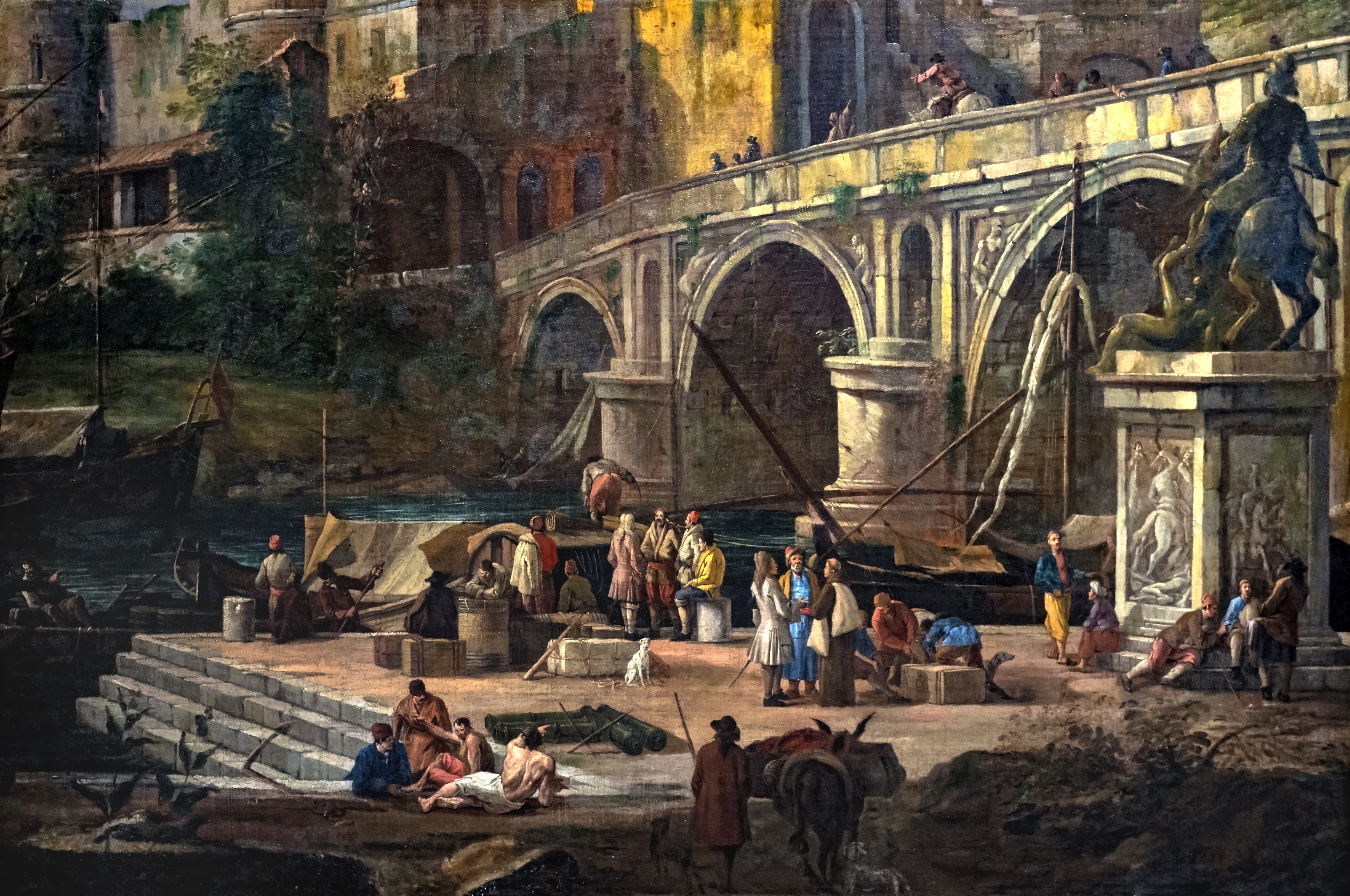
Vue d'un port fluvial, 1710-1712
Ca' Rezzonico

- L'Entrée de l'ambassadeur comte de Colloredo au palais des Doges (1726), Dresde,
- La Réception du cardinal César d'Estrées (1701), Rijksmuseum, Amsterdam,
- Riva degli Schiavoni (1690-1720),
- Riva degli Schiavoni vers la Salute,
- Vue du quai de Venise,
- La Piazzetta de Venise,
- Place Saint Marc (1709),
- Le Pont du Rialto (1703),
- Palais Malipiero,
- Palais Coccina sur le Grand Canal,
- Piazza San Marco avec des jongleurs, Palais de Sanssouci, Potsdam,
- Église Santa Maria della Carità (1703),
- Capriccio avec scènes de vie dans un port.
- Un Port, vers 1690, huile sur toile, 184 × 340 cm, Ca' Zenobio[2]
- Vue d'un port fluvial, 1710-1712, huile sur toile, 105 × 166 cm, Ca' Rezzonico

## Œuvre gravé
En 1703, Carlevarijs publie un recueil de 104 eaux-fortes intitulé Le Fabriche e vedute di Venezia (Monuments et vues de Venise), dédiée au Doge Luigi Mocenigo, suite dans laquelle il innove en proposant des vedute conçues en perspective, offrant une représentation exacte des principaux lieux de la ville. 